# Резолюции Совета Безопасности ООН 1001—1100
Это список резолюций Совета Безопасности ООН с 1001 по 1100, принятых в период с 30 июня 1995 года по 27 марта 1997 года.
| Резолюция | Дата             | Голосование                          | Вопрос |
| --------- | ---------------- | ------------------------------------ | --- |
| 1001      | 30 июня 1995     | 15–0–0                               | Продлевает мандат Миссии наблюдателей ООН в Либерии; национальное примирение                                                                                 |
| 1002      | 30 июня 1995     | 15–0–0                               | Продлевает мандат Миссии ООН по проведению референдума в Западной Сахаре; реализация плана урегулирования                                                    |
| 1003      | 5 июля 1995      | 14–0–1 (воздержалась: Россия)        | Дальнейшее продление частичной приостановки санкций против Союзной Республики Югославия                                                                      |
| 1004      | 12 июля 1995     | 15–0–0                               | Требует вывода сил боснийских сербов из безопасных районов Сребреницы в Боснии и Герцеговине                                                                 |
| 1005      | 17 июля 1995     | 15–0–0                               | Поставка взрывчатых веществ для разминирования в Руанде |
| 1006      | 28 июля 1995     | 15–0–0                               | Продлён мандат Временных сил ООН в Ливане |
| 1007      | 31 июля 1995     | 15–0–0                               | Продлевает мандат Миссии ООН в Гаити; национальное примирение                                                                                                |
| 1008      | 7 августа 1995   | 15–0–0                               | Продлевает мандат Контрольной миссии ООН в Анголе III; контроль за прекращением огня                                                                         |
| 1009      | 10 августа 1995  | 15–0–0                               | Соблюдение Хорватией соглашения о Силах ООН по охране; право местного сербского населения на получение гуманитарной помощи                                   |
| 1010      | 10 августа 1995  | 15–0–0                               | Доступ международных агентств в Сребреницу и Жепу; освобождение задержанных лиц в Боснии и Герцеговине                                                       |
| 1011      | 16 августа 1995  | 15–0–0                               | Приостанавливает эмбарго на поставки оружия в Руанду |
| 1012      | 28 августа 1995  | 15–0–0                               | Учреждает международную комиссию по расследованию в Бурунди                                                                                                  |
| 1013      | 7 сентября 1995  | 15–0–0                               | Инициирует расследование международной комиссией в отношении поставок оружия бывшим правительственным силам Руанды в районе Великих озёр                     |
| 1014      | 15 сентября 1995 | 15–0–0                               | Продлевает мандат Миссии наблюдателей ООН в Либерии |
| 1015      | 15 сентября 1995 | 15–0–0                               | Дальнейшая приостановка санкций против Сербии и Черногории                                                                                                   |
| 1016      | 21 сентября 1995 | 15–0–0                               | Военная и гуманитарная ситуация в Боснии и Герцеговине |
| 1017      | 22 сентября 1995 | 15–0–0                               | Продлевает мандат Миссии ООН по проведению референдума в Западной Сахаре                                                                                     |
| 1018      | 7 ноября 1995    | 15–0–0                               | Выборы и вакансия в Международном суде ООН |
| 1019      | 9 ноября 1995    | 15–0–0                               | Нарушения международного гуманитарного права в бывшей Югославии                                                                                              |
| 1020      | 10 ноября 1995   | 15–0–0                               | Корректирует мандат Миссии наблюдателей ООН в Либерии; осуществление мирного процесса                                                                        |
| 1021      | 22 ноября 1995   | 14–0–1 (воздержалась: Россия)        | Прекращение эмбарго на поставки оружия после подписания мирного соглашения в бывшей Югославии                                                                |
| 1022      | 22 ноября 1995   | 14–0–1 (воздержалась: Россия)        | Приостанавливает действие предыдущих резолюций, касающихся бывшей Югославии                                                                                  |
| 1023      | 22 ноября 1995   | 15–0–0                               | Соглашение между правительством Хорватии и местными сербскими представителями                                                                                |
| 1024      | 28 ноября 1995   | 15–0–0                               | Продлевает мандат Сил ООН по наблюдению за разъединением |
| 1025      | 30 ноября 1995   | 15–0–0                               | Предложение о прекращении операции ООН по восстановлению доверия в Хорватии                                                                                  |
| 1026      | 30 ноября 1995   | 15–0–0                               | Продлевает мандат Сил ООН по охране |
| 1027      | 30 ноября 1995   | 15–0–0                               | Продлевает мандат Сил превентивного развёртывания ООН |
| 1028      | 8 декабря 1995   | 15–0–0                               | Продлевает мандат Миссии ООН по оказанию помощи Руанде |
| 1029      | 12 декабря 1995  | 15–0–0                               | Продлевает и корректирует мандат Миссии ООН по содействию Руанде; безопасная репатриация беженцев                                                            |
| 1030      | 14 декабря 1995  | 15–0–0                               | Продлён мандат Миссии наблюдателей ООН в Таджикистане |
| 1031      | 15 декабря 1995  | 15–0–0                               | Осуществление мирного соглашения для Боснии и Герцеговины; перевод из Сил ООН по охране в Силы по выполнению мирного соглашения                              |
| 1032      | 19 декабря 1995  | 15–0–0                               | Продлевает мандат Вооружённых сил ООН по поддержанию мира на Кипре; восстановление доверия                                                                   |
| 1033      | 19 декабря 1995  | 15–0–0                               | Референдум за самоопределение народа Западной Сахары; завершение процесса идентификации                                                                      |
| 1034      | 21 декабря 1995  | 15–0–0                               | Нарушения международного гуманитарного права и прав человека в бывшей Югославии                                                                              |
| 1035      | 21 декабря 1995  | 15–0–0                               | Создаёт Специальную международную полицейскую группу и гражданский офис для выполнения мирного соглашения в Боснии и Герцеговине                             |
| 1036      | 12 января 1996   | 15–0–0                               | Продлён мандат Миссии ООН по наблюдению в Грузии |
| 1037      | 15 января 1996   | 15–0–0                               | Учреждает Временную администрацию ООН для Восточной Славонии, Бараньи и Западного Срема                                                                      |
| 1038      | 15 января 1996   | 15–0–0                               | Уполномочивает военных наблюдателей следить за демобилизацией на Превлакском полуострове                                                                     |
| 1039      | 29 января 1996   | 15–0–0                               | Продлён мандат Временных сил ООН в Ливане |
| 1040      | 29 января 1996   | 15–0–0                               | Ухудшение ситуации в гражданской войне и усилия по политическому диалогу в Бурунди                                                                           |
| 1041      | 29 января 1996   | 15–0–0                               | Продлевает мандат Миссии наблюдателей ООН в Либерии; усилия по восстановлению стабильности                                                                   |
| 1042      | 31 января 1996   | 15–0–0                               | Продлевает мандат Миссии ООН по проведению референдума в Западной Сахаре; реализация плана урегулирования                                                    |
| 1043      | 31 января 1996   | 15–0–0                               | Развёртывание 100 военных наблюдателей в составе Временной администрации ООН для Восточной Славонии, Бараньи и Западного Срема                               |
| 1044      | 31 января 1996   | 15–0–0                               | Призывает Судан экстрадировать в Эфиопию троих подозреваемых в покушении на президента Египта Хосни Мубарака                                                 |
| 1045      | 8 февраля 1996   | 15–0–0                               | Продлевает мандат Контрольной миссии ООН в Анголе III |
| 1046      | 13 февраля 1996  | 15–0–0                               | Увеличивает численность Сил превентивного развёртывания ООН                                                                                                  |
| 1047      | 29 февраля 1996  | 15–0–0                               | Назначает Луизу Арбур обвинителем Международного трибунала по Руанде и бывшей Югославии                                                                      |
| 1048      | 29 февраля 1996  | 15–0–0                               | Продлевает мандат Миссии ООН в Гаити; уменьшение размера |
| 1049      | 5 марта 1996     | 15–0–0                               | Подготовка к региональной конференции по безопасности в районе Великих Африканских озёр; кризис беженцев в районе Великих озёр                               |
| 1050      | 8 марта 1996     | 15–0–0                               | Порядок вывода Миссии ООН по содействию Руанде |
| 1051      | 27 марта 1996    | 15–0–0                               | Механизм контроля за иракским импортом и экспортом товаров «двойного назначения»                                                                             |
| 1052      | 18 апреля 1996   | 15–0–0                               | Призывает к прекращению огня в войне в Ливане |
| 1053      | 23 апреля 1996   | 15–0–0                               | Выводы комиссии по расследованию нарушений эмбарго на поставки оружия бывшим правительственным силам Руанды                                                  |
| 1054      | 26 апреля 1996   | 13–0–2 (воздержались: Китай, Россия) | Санкции против Судана за несоблюдение резолюции 1044 |
| 1055      | 8 мая 1996       | 15–0–0                               | Продлевает мандат Контрольной миссии ООН в Анголе III; усилия по продвижению мирного прогресса                                                               |
| 1056      | 29 мая 1996      | 15–0–0                               | Продлевает мандат Миссии ООН по проведению референдума в Западной Сахаре; условия референдума                                                                |
| 1057      | 30 мая 1996      | 15–0–0                               | Продлевает мандат Сил ООН по наблюдению за разъединением |
| 1058      | 30 мая 1996      | 14–0–1 (воздержалась: Россия)        | Продлевает мандат Сил превентивного развёртывания ООН |
| 1059      | 31 мая 1996      | 15–0–0                               | Продлевает мандат Миссии наблюдателей ООН в Либерии; ситуация с безопасностью                                                                                |
| 1060      | 12 июня 1996     | 15–0–0                               | Отказ Ирака допустить инспекционные группы к объектам, обозначенным Специальной комиссией ООН                                                                |
| 1061      | 14 июня 1996     | 15–0–0                               | Продлён мандат Миссии наблюдателей ООН в Таджикистане; ситуация на таджикско-афганской границе                                                               |
| 1062      | 28 июня 1996     | 15–0–0                               | Продлевает мандат Вооружённых сил ООН по поддержанию мира на Кипре; восстановление доверия                                                                   |
| 1063      | 28 июня 1996     | 15–0–0                               | Учреждает Миссию ООН по поддержке в Гаити |
| 1064      | 11 июля 1996     | 15–0–0                               | Продлевает мандат Контрольной миссии ООН в Анголе III; мирный процесс                                                                                        |
| 1065      | 12 июля 1996     | 15–0–0                               | Продлён мандат Миссии ООН по наблюдению в Грузии |
| 1066      | 15 июля 1996     | 15–0–0                               | Уполномочивает продолжать наблюдение за демилитаризацией Превлакского полуострова военными наблюдателями                                                     |
| 1067      | 26 июля 1996     | 13–0–2 (воздержались: Китай, Россия) | Осуждает Кубу за сбитие двух гражданских самолетов после доклада Международной организации гражданской авиации                                               |
| 1068      | 30 июля 1996     | 15–0–0                               | Продлён мандат Временных сил ООН в Ливане |
| 1069      | 30 июля 1996     | 15–0–0                               | Продлевает мандат наблюдателей Временной администрации ООН для Восточной Славонии, Бараньи и Западного Срема                                                 |
| 1070      | 16 августа 1996  | 13–0–2 (воздержались: Китай, Россия) | Вводит авиационные санкции против Судана для обеспечения соблюдения резолюций 1044 и 1054                                                                    |
| 1071      | 30 августа 1996  | 15–0–0                               | Продлевает мандат Миссии наблюдателей ООН в Либерии |
| 1072      | 30 августа 1996  | 15–0–0                               | Политическое урегулирование ситуации в Бурунди в период гражданской войны                                                                                    |
| 1073      | 28 сентября 1996 | 14–0–1 (воздержались: США)           | Ситуация в Иерусалиме, Наблусе, Рамаллахе, Вифлееме и секторе Газа                                                                                           |
| 1074      | 1 октября 1996   | 15–0–0                               | Отменяет меры против бывшей Югославии после выборов в Боснии и Герцеговине                                                                                   |
| 1075      | 11 октября 1996  | 15–0–0                               | Продлевает мандат Контрольной миссии ООН в Анголе III; мирный процесс                                                                                        |
| 1076      | 22 Октября 1996  | 15–0–0                               | Политическая, военная и гуманитарная ситуация в Афганистане                                                                                                  |
| 1077      | 22 октября 1996  | 14–0–1 (воздержался: Китай)          | Учреждение Управления по правам человека в составе Миссии ООН по наблюдению в Грузии                                                                         |
| 1078      | 9 ноября 1996    | 15–0–0                               | Предложения для международной конференции по вопросам мира, безопасности и развития в районе Великих Африканских озёр; кризис беженцев в районе Великих озёр |
| 1079      | 15 ноября 1996   | 15–0–0                               | Продлевает мандат Временной администрации ООН для Восточной Славонии, Бараньи и Западного Срема                                                              |
| 1080      | 15 ноября 1996   | 15–0–0                               | Создание многонациональных сил гуманитарного вмешательства в районе Великих Африканских озёр                                                                 |
| 1081      | 27 ноября 1996   | 15–0–0                               | Продлевает мандат Сил ООН по наблюдению за разъединением |
| 1082      | 27 ноября 1996   | 15–0–0                               | Продлевает мандат Сил превентивного развёртывания ООН |
| 1083      | 27 ноября 1996   | 15–0–0                               | Продлевает мандат Миссии наблюдателей ООН в Либерии |
| 1084      | 27 ноября 1996   | 15–0–0                               | Продлевает мандат Миссии ООН по проведению референдума в Западной Сахаре; реализация плана урегулирования                                                    |
| 1085      | 29 ноября 1996   | 15–0–0                               | Продлевает мандат Миссии ООН по поддержке в Гаити |
| 1086      | 5 декабря 1996   | 15–0–0                               | Продлевает мандат Миссии ООН по поддержке в Гаити |
| 1087      | 11 декабря 1996  | 15–0–0                               | Продлевает мандат Контрольной миссии ООН в Анголе III |
| 1088      | 12 декабря 1996  | 15–0–0                               | Разрешает создание Сил по стабилизации в Боснии и Герцеговине                                                                                                |
| 1089      | 13 декабря 1996  | 15–0–0                               | Продлён мандат Миссии наблюдателей ООН в Таджикистане |
| 1090      | 13 декабря 1996  | Принята без голосования              | Назначение Кофи Аннана Генеральным секретарём ООН |
| 1091      | 13 Декабря 1996  | Принята без голосования              | Признаёт вклад Генерального секретаря Бутроса Бутроса-Гали                                                                                                   |
| 1092      | 23 декабря 1996  | 15–0–0                               | Продлевает мандат Вооружённых сил ООН по поддержанию мира на Кипре                                                                                           |
| 1093      | 14 января 1997   | 15–0–0                               | Мониторинг демобилизации жителей Превлакского полуострова |
| 1094      | 20 января 1997   | 15–0–0                               | Размещает военных наблюдателей в составе Контрольной миссии ООН в Гватемале                                                                                  |
| 1095      | 28 января 1997   | 15–0–0                               | Продлён мандат Временных сил ООН в Ливане |
| 1096      | 30 января 1997   | 15–0–0                               | Продлён мандат Миссии ООН по наблюдению в Грузии |
| 1097      | 18 февраля 1997  | 15–0–0                               | Мирный план из пяти пунктов для восточного Заира |
| 1098      | 27 февраля 1997  | 15–0–0                               | Продлевает мандат Контрольной миссии ООН в Анголе III; создание правительства единства                                                                       |
| 1099      | 14 марта 1997    | 15–0–0                               | Продлён мандат Миссии наблюдателей ООН в Таджикистане |
| 1100      | 27 марта 1997    | 15–0–0                               | Продлевает мандат Миссии наблюдателей ООН в Либерии |